# Michelle Gribi
Michelle Gribi est une curleuse suisse née le 29 septembre 1992.

## Biographie
Michelle Gribi obtient avec son cousin Reto Gribi la médaille d'or au Championnat du monde double mixte de curling 2014 à Dumfries.